# Лангер, Эй Джей
Э́ллисон Джой Ко́ртни, графиня Девон (англ. Allison Joy Courtenay, Countess of Devon), в девичестве Ла́нгер, более известная как Эй Джей Лангер (англ. A. J. Langer; род. 22 мая 1974, Колумбус, Огайо, США) — американская актриса.

## Биография
Эллисон Джой Лангер родилась 22 мая 1974 года в Колумбусе (штат Огайо, США) в семье модного дистрибьютора Гэри Лангера и отоларинголога Дины Лангер. У Эй Джей есть старший брат — Кирк Лангер.
Эй Джей дебютировала в кино в 1987 году, сыграв роль в телесериале «Série noire». В 1991 году Лангер сыграла роль Элис в фильме «Люди под лестницей». Наиболее известная роль Лангер — Райан Графф в подростковом телесериале «Моя так называемая жизнь» (1994—1995). Всего она сыграла в 37-ми фильмах и телесериалах.
С 30 апреля 2005 года Эй Джей замужем за адвокатом Чарльзом Кортни (род. 1975). У супругов есть двое детей, дочь Джоселин Скай Кортни (род. 31 января 2007 года) и сын Джек Хэйдон Лангер Кортни (род. 16 августа 2009 года). С 2015 года, когда её муж унаследовал титул графа Девон, носит титул графини Девон.